# 程遐
程 遐（てい か、? - 333年）は、五胡十六国時代後趙の政治家である。妹の程氏は石勒の夫人となり、世子の石弘を生んだ。

## 経歴
石勒の挙兵に従い、長楽郡太守に任じられた。妹が石勒に嫁いだので、大いに重用された。
315年、章武の王眘が挙兵して石勒領の河間・勃海の諸郡を荒らし回ると、石勒は揚武将軍張夷と参軍臨深を鎮圧にあたらせた。程遐は昌亭に布陣して、これを援護した。
後に右司馬に任じられた。316年末に石勒が冀州の諸県を占領すると、寧朔将軍・監冀州七郡諸軍事に任じられた。
319年11月、程遐は石虎・張敬・張賓・支屈六ら文武官129人と共に「臣らが聞いたところによると、非常の度には必ず非常の功があり、非常の功があれば必ず非常の事が起きるといいます。三代（夏・殷・周）が次第に衰えると、五覇（春秋五覇）が代わる代わる興り、難を静め時代を救いました。まさに神聖にして英明であると言えましょう。謹んで思いますに、殿下は生まれながらにして聖哲であり、天運に応じてあらゆる世界を鞭撻し、皇業を補佐しました。そのため、全ての大地は困苦から息を吹き返し、嘉瑞や徴祥は日を追って相継ぎ、人望は劉氏（攣鞮氏）を超えたと言え、明公に従う者は、10人いればその内9人となりました。こうして今、山川は静まり、星に変事なく、四海を次々と翻す様を見て天人は思慕敬仰しております。誠に中壇に昇り、皇帝位に即いて、立身出世を図る者達にわずかばかりの潤を授けるべきなのです。劉備が蜀に在し、魏王（曹操）が鄴に在した故事に依って、河内・魏・汲・頓丘・平原・清河・鉅鹿・常山・中山・長楽・楽平の11郡と、趙国・広平・陽平・章武・勃海・河間・上党・定襄・范陽・漁陽・武邑・燕国・楽陵の13郡を併合し、合計24郡、29万戸を以て（劉曜が「漢」から国号を改めた趙国とは別に）新しい趙国を建てるよう求めます。昔に倣って太守から内史に改め、禹貢に倣って魏武が冀州の境を復活させたように、南は盟津、西は龍門、東は黄河、北は塞垣とすべきでしょう。そして、大単于が100蛮を鎮撫するのです。また并州・朔州・司州の3州を廃して、部司を置いて監督させるのです。謹んで願いますに、上は天意に添い、下は群望を汲み取らんことを」と上疏した。石勒は西面して5度断り、南面して4度辞退したが、百巻が皆叩頭して強く求めたため、遂にこの上疏を聞き入れて趙王を称した。
程遐は張披を長史に任じて大いに信任していたが、右長史張賓は張披を別駕に推挙して政事に参加させた。程遐は張披が自分の下を去ったことを不満に思い、また張賓の権勢が盛んであることに敵意を示した。322年2月、程遐は妹の程氏へ「張披と張賓は遊侠をなし、その門客は日に日に増えて100を超え、物を望めば誰しもがそれを送るようにな有様だ。これは社稷の利とはなりえない。張披を除いて国家を安んじるべきだ」と讒言し、石勒に伝えるよう頼んだ。これを聞いた石勒はその通りであると思い、張披に緊急の召集を掛け、すぐに来なかったことを理由に処刑した。その後まもなく張賓がこの世を去ると、程遐は張賓に代わって右長史に任じられ、権勢を握るようになった。朝臣でこれを恐れない者はおらず、皆程遐に取り入るようになった。しかし、程遐は石勒の意に沿わない建議を度々行ったので、石勒は張賓を追慕して涙を流したという。
326年10月、石勒は鄴に宮殿を作り、世子の石弘に鄴の統治を任せようと考えた。だが、鄴は以前より石虎が守っており、彼は自らの勲功が重いので鄴を譲る考えは全く無かった。石勒は程遐と密かに謀り、石弘に禁兵1万人を配して車騎が統べていた54の陣営全てを任せると、驍騎将軍・領門臣祭酒王陽に六夷の統率を命じて石弘の補佐に当たらせた。さらに、三台（氷井台・銅雀台・金虎台の3つの宮殿）を修築すると、石虎の家室を無理矢理移した。石虎は程遐を深く怨み、側近数10人で夜に程遐の家を襲わせ、彼の妻娘を陵辱して衣物を略奪させた。
328年1月、茌平県令師懽が黒兎を獲らえると、石勒に献上した。程遐らは「これこそ龍が飛翔し革命を為す吉兆であります。晋は水を以って金を承けました。兎は陰精の獣であり、黒は水です。これは、殿下が速やかに天人の望みに従うべきであると示しているのです」と言った。これを受けて大赦が下され、太和元年と改元した。
同年7月から劉曜率いる前趙親征軍に石生の鎮守する洛陽が攻められており、11月になって石勒も自ら洛陽の救援に向かおうとしたが、左右の長史・司馬の郭敖と程遐が「劉曜は勝ちに乗じて士気は高まっており、正面から矛を交えるべきではありません。（洛陽の）金墉城は兵糧も十分に蓄えられており、攻め込んだとて容易には落ちません。劉曜軍は遠征すること千里、勢いも長くは保たないでしょう。陛下自ら動くべきではありません。万全を期さずして動けば、大業は去ってしまいます」と強く諫めた。これに石勒は激怒し、剣を手にして程遐らを怒鳴りつけ、退出を命じた。
330年2月、石勒は群臣達の固い要請を受け、趙天王と号して、皇帝の代行と称した。程遐は尚書右僕射兼吏部尚書に任じられた。
これより以前、東晋の豫州刺史祖約が石勒に降伏したが、石勒は祖約が晋朝に忠を尽くさなかったことから忌み嫌っており、長らく面会をしなかった。程遐は石勒へ「天下がほぼ定まりつつある今、逆順をはっきりさせるべきです。かつて漢高祖（劉邦）は季布を赦し丁公（丁固）を斬りました。大王は挙兵して以来、忠義を尽くす者はたちまちこれを褒し、背叛して臣ならざる者にはたちまちこれを誅しました。これによって、天下は盛徳を迎えたのです。今、祖約がまだ存命していることに臣は戸惑いを覚えざるを得ません。そればかりか、大王は祖約を賓客として引き入れています。祖約は郷里の先人の田地を占奪するなどして、地主から多くの怨みを買う人物ですぞ」と進言すると、石勒は祖約を殺害することに決めた。祖約と彼の一族を呼び寄せると、石勒は病気を理由に程遐を代役に立て、祖約を始め宗室の者を連行させた。程遐は祖約を市に引き出して斬り殺し、諸子姪親属の100人余りも尽く誅殺した。
332年、程遐は石勒へ「中山王（石虎）の勇武権智は群臣のうちに及ぶ者がありません。ですが、その振る舞いを観ますと陛下以外の者は皆蔑んでおります。専征の任を担って久しく、威は内外に振るっておりますが、性格は不仁で残忍無頼です。その諸子も皆成長して兵権を預かっております。陛下の下にいる間は二心は抱かないでしょうが、その心中は怏怏としており、おそらく少主（石弘）の臣になることを良しとしないでしょう。どうか早くこれを除き、大計を図られますように」と進言したが、石勒は「今、天下はまだ平定されておらず、兵難も未だやんでいない。大雅（石弘）も幼いことから強い輔佐が必要である。中山は佐命の功臣であり、魯衛に等しい存在であるぞ（魯は周公の封国。衛は弟の康叔の封国。両者とも善政を布き、その統治ぶりも兄弟のようであると評された）。やがては伊霍（伊尹・霍光）の任務を委ねようとしている。どうして卿の言に従えようか。卿が恐れているのは、幼主を補佐する際に実権を独占出来なくなることであろう。卿も顧命には参加させる。そのようなことを心配するでない」と返した。程遐は涙を流し「臣は公事について上奏しておりますのに、陛下は私事をもってこれを拒まれます。何故忠臣の必尽の義を、明主が襟を開いて聞き入れないのですか。中山は皇太后に養育されたとはいっても陛下の近親者ではなく、親族の義を期待してはなりません。陛下の神規に従って鷹犬の功を建てるには至りましたが、陛下はその父子に対して恩栄をもって、もう充分に酬いておられます。魏は司馬懿父子を任用したがために、遂に国運を握られてしまいました。これを観て中山がどうして将来に渡って有益な存在であると言えるでしょうか。臣は幸いにして東宮を任されるようになりましたが、もし臣が陛下に言を尽くさなければ誰が言うことができるでしょうか。陛下がもし中山を除かなければ、宗廟は必ずや絶えることでしょう」と述べたが、石勒は聞き入れなかった。
程遐は退出すると徐光へ「主上はあのように言っておられたが、太子は必ずや危うくなるだろう。如何にすべきか」と相談すると、徐光は「中山は常に我ら2人に対して敵意を向けており、ただ国の危機というだけでなく、我らの家もまた禍を受けるだろう。安国寧家の計をなさなければ、坐して禍を受けることになるだろう」と答えた。徐光もまた、機会を得て石勒へ石虎誅殺を進言したが、石勒は黙然としてしまい、ついに従うことはなかった。
333年7月、石勒が死去すると世子の石弘が立ったが、実権は石虎が握った。間もなく程遐は誅殺された。